# Crocallis
Crocallis là một chi bướm đêm thuộc họ Geometridae.

## Các loài
- Crocallis albarracina Wehrli, 1940
- Crocallis auberti Oberthür, 1883
- Crocallis bacalladoi
- Crocallis boisduvaliaria (H. Lucas, 1849)
- Crocallis dardoinaria – Dusky Scalloped Oak Donzel, 1840
- Crocallis elinguaria – Scalloped Oak (Linnaeus, 1758)
- Crocallis friedrichi
- Crocallis inexpectata Warnecke, 1940
- Crocallis matillae
- Crocallis mirabica Brandt, 1941
- Crocallis pototskii Viidalepp, 1988
- Crocallis rjabovi Wehrli, 1936
- Crocallis tusciaria (Borkhausen, 1793)